# Ulysses (rymdsond)
För andra betydelser, se Ulysses.
Ulysses är en europeisk rymdsond för studier av solen och solvinden, i drift 1990–2009. Ulysses är den enda rymdsond som observerat solen över dess poler, vilket bland annat ledde till upptäckten av att solvinden beter sig helt annorlunda över solens poler än den gör i det plan som planeternas banor ligger i. 
Namnet Ulysses är den latinska benämningen på den grekiske sjöfararen Odysseus.

## Resultat
Några axplock från forskningen med Ulysses:
- Solvinden visades under Ulysses första passage (1992–1998) över solens nordpol bete sig annorlunda över polerna än i planetsystemets plan. Alla tidigare mätningar av solvinden hade gjorts i planetsystemets plan, och Ulysses kunde visa att där är solvinden i genomsnitt mycket långsammare (ca 400 km/s mot 800 km/s), tätare (ca 5 partiklar per kubikcentimeter jämfört med ca 2) och mycket mer varierande än över polerna. Under Ulysses andra polpassage (1998–2004) var denna skillnad mindre tydlig. Skillnaden beror på att solaktiviteten var högre under den andra förbiflygningen, vilket alltså visades leda till mer variationsrik solvind även över solens poler.[2]

- Kometsvansar. Ulysses korsade svansarna från kometerna Hyakutake (1996)[3], McNaught-Hartley (2004)[4] och McNaught (2007)[5]. Korsningen av Hyakutakes svans skedde på extremt långt avstånd från kometen: 3.8 astronomiska enheter, mer än 550 miljoner km. Kometsvansen kunde alltså visas vara enormt utdragen.

## Utveckling, uppsändning och bana
Ulysses utvecklades och byggdes av ESA, medan samarbetspartnern NASA stod för uppskjutning (med rymdfärjan Discovery 6 oktober 1990) och även bidrog med radioisotopgeneratorer för elförsörjningen ombord. 
Ulysses bana över solens poler nåddes genom att först flyga ut till Jupiter, vars gravitation användes för att ändra kursen så att farkosten lämnade planetsystemets plan och gick in i en bana över solens poler.

## Instrument

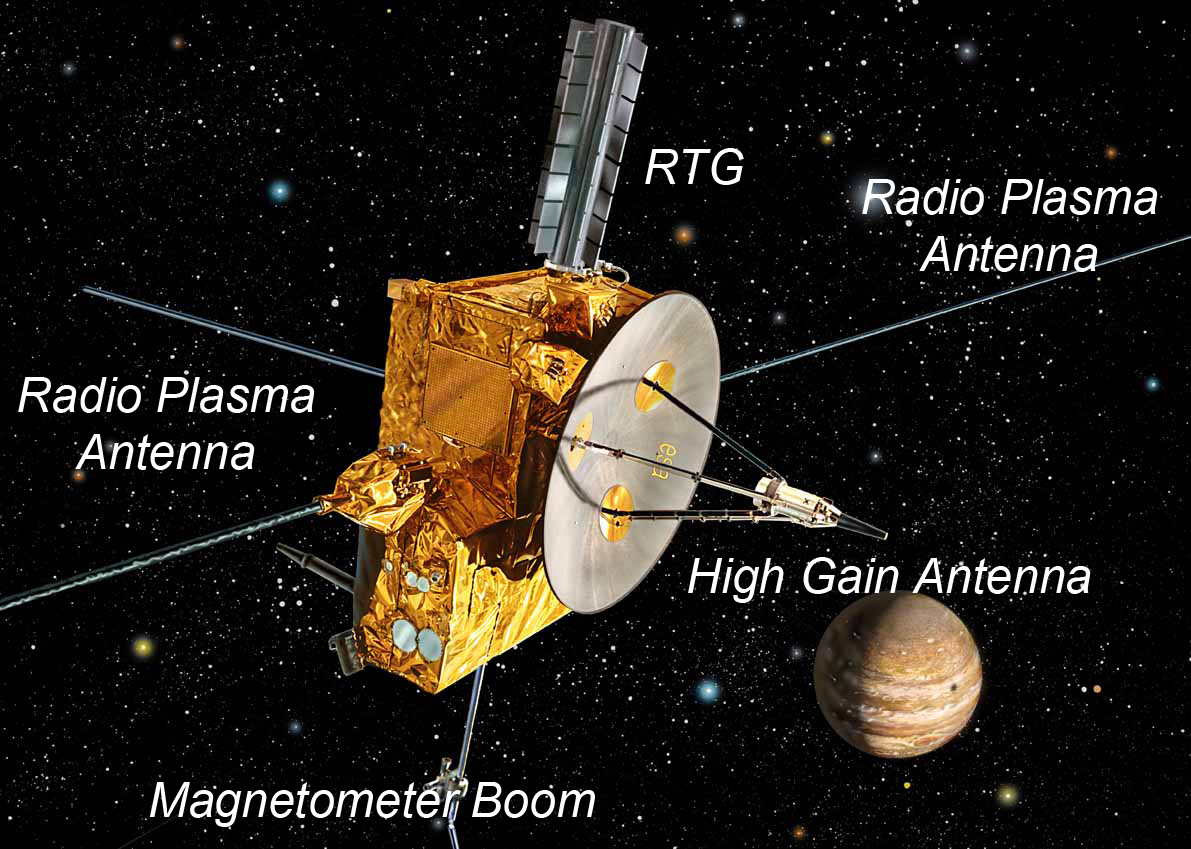
Ulysses i rymden, med några viktiga delar markerade.

Ulysses omloppsbana

- RTG är de radioisotopgeneratorer som står för elförsörjningen ombord.
- High Gain Antenna är den parabolantenn som står för dataöverföring till jorden.
- Magnetometer Boom är den bom som magnetometern som mäter solvindens maggnetfält sitter monterad längst ut på.
- Radio Plasma Antenna är antenner för studier av vågor i solvindsplasmat och radiovågor från solen.
- De flesta andra vetenskapliga instrumenten sitter monterade direkt på själva farkosten.

## Ulysses i rymden
Ulysses avsågs användas i fem år, men uppdraget förlängdes flera gånger. Efter mer än 18 års drift hade elenergiproduktionen från radioisotopgeneratorerna gått ner så mycket att ESA inte längre kunde köra alla system samtidigt. Bland annat var man tvungen att stänga ner huvudradiosändaren under vissa tider. I februari 2008 rapporterade ESA att huvudradiosändaren efter en nedstängning inte gick att slå på igen. Problemet kunde dock lösas, men värre var att elenergin framåt sommaren 2008 inte längre räckte för att värma tankarna och hålla bränslet till styrraketerna flytande. Även detta problem kunde lösas tillfälligt, genom att då och då fyra av raketerna, men slutligen måste man upphöra också med detta och stängde helt ner Ulysses den 30 juni 2009.

### Fotnoter
1. ↑  ”NASA Space Science Data Coordinated Archive” (på engelska). NASA. https://nssdc.gsfc.nasa.gov/nmc/spacecraft/display.action?id=1990-090B. Läst 29 mars 2020.
2. ↑  Science Highlights from the Second Solar Orbit. Sida på ESA:s webbplats, länkad 2008-03-04.
3. ↑  Jones GH, Balogh A, Horbury TS (16 mars 2000). ”Identification of comet Hyakutake's extremely long ion tail from magnetic field signatures”. Nature "404" (6778):  ss. 574–6. PMID 10766233.
4. ↑  Ulysses Catches Another Comet by the Tail. Pressmeddelande från ESA 9 februari 2004.
5. ↑  Neugebauer, Gloeckler (16 mars 2007). ”Encounter of the Ulysses Spacecraft with the Ion Tail of Comet McNaught”. Astrophysical Journal "667":  ss. 1262–1266. http://www.journals.uchicago.edu/ApJ/journal/issues/ApJ/v667n2/72016/brief/72016.abstract.html.
6. ↑  Orbit/Navigation. Sida på ESA:s webbplats, länkad 2008-03-04.
7. ↑  Ulysses mission coming to a natural end. Pressmeddelande från ESA 22 Februari 2008.
8. ↑  Ulysses: 12 extra months of valuable science. Pressmeddelande från ESA 30 juni 2009.